# Scraptia subparallela
Scraptia subparallela is een keversoort uit de familie bloemspartelkevers (Scraptiidae). De wetenschappelijke naam van de soort is voor het eerst geldig gepubliceerd in 1902 door Pic.